# Kaito Mori
Kaito Mori (japanisch 森 海渡 Mori Kaito; * 7. Juni 2000 in der Präfektur Chiba) ist ein japanischer Fußballspieler.

## Karriere
Kaito Mori erlernte das Fußballspielen in der Jugendmannschaft von Kashiwa Reysol sowie in der Universitätsmannschaft der Universität Tsukuba. Seinen ersten Vertrag unterschrieb er am 1. Februar 2022 bei seinem Jugendverein Kashiwa Reysol. Der Verein aus Kashiwa, einer Stadt in der Präfektur Chiba, spielte in der ersten japanischen Liga. Sein Erstligadebüt gab Kaito Mori am 6. März 2022 (3. Spieltag) im Auswärtsspiel gegen die Kashima Antlers. Hier wurde er in der 80. Minute für Mao Hosoya eingewechselt. Die Antlers gewannen das Spiel durch ein Tor von Ryōtarō Araki mit 1:0. In seiner ersten Saison betritt er 15 Erstligaspiele. Zu Beginn der Saison 2023 wechselte er auf Leihbasis zum Zweitligisten Tokushima Vortis. Für den Klub aus Tokushima bestritt er 37 Zweitligaspiele. Nach Vertragsende kehrte er zu den Antlers zurück. Hier wurde sein Vertrag jedoch nicht verlängert. Am 1. Februar 2024 nahm ihn der Zweitligist Yokohama FC unter Vertrag. Am Ende der Saison 2024 wurde er mit Yokohama Vizemeister und stieg in die erste Liga auf.

## Erfolge
Yokohama FC
- Japanischer Zweitligavizemeister: 2024  ▲